# Jerzy Wygoda
Jerzy Wygoda (ur. 24 sierpnia 1936 w Warszawie, zm. 18 października 2021) – polski artysta fotograf. Członek założyciel, członek honorowy oraz członek Kapituły Fotoklubu Rzeczypospolitej Polskiej Stowarzyszenia Twórców. Członek Krośnieńskiego Towarzystwa Fotograficznego. Członek Rzeszowskiego Towarzystwa Fotograficznego. Członek honorowy Rzeszowskiego Stowarzyszenia Fotograficznego.

## Życiorys
Jerzy Wygoda był absolwentem Politechniki Warszawskiej. Od 1962 roku był związany (poprzez pracę i miejsce zamieszkania) z Rzeszowem. W latach 1970–1990 był członkiem Rzeszowskiego Towarzystwa Fotograficznego. Od 1963 był członkiem PTTK. Od 1984 roku był instruktorem fotografii PTTK oraz członkiem Forum Fotografii Krajoznawczej. W latach 1997–2001 był przewodniczącym Komisji Fotografii Krajoznawczej ZG PTTK. W 2007 roku został laureatem Nagrody Honorowej Im. Fryderyka Kremsera, za działalność artystyczną i organizatorską w ruchu fotografii krajoznawczej. W 2008 roku otrzymał Złotą Honorową Odznakę PTTK. W latach 1994–2006 był wykładowcą w Państwowym Pomaturalnym Studium Kształcenia Animatorów Kultury w Krośnie.
W 1980 roku uzyskał uprawnienia instruktora fotografii kategorii pierwszej, nadane przez Ministra Kultury i Sztuki. W 1981 roku zdobył tytuł mistrza w zawodzie fotograf. W 1993 roku ukończył studia w Wyższym Studium Fotografii w Warszawie.
Był autorem wielu wystaw indywidualnych i zbiorowych, w Polsce i poza granicami Polski. Szczególne miejsce w swojej twórczości poświęcił fotografii krajoznawczej, dokumentacyjnej, fotoreportażowi. Był autorem dokumentacji fotograficznej zachodniogalicyjskich nekropolii z okresu I wojny światowej (1914–1918). Jego fotografie skatalogowano na stronach Podkarpackiej Biblioteki Cyfrowej. W 2018 roku został uhonorowany Medalem „Za Zasługi dla Fotografii Polskiej” – odznaczeniem przyznawanym przez Kapitułę Fotoklubu Rzeczypospolitej Polskiej Stowarzyszenia Twórców – w 100. rocznicę odzyskania przez Polskę niepodległości. W 2020 odznaczony Srebrnym Medalem „Za Fotograficzną Twórczość” – odznaczeniem ustanowionym przez Zarząd i przyznawanym przez Kapitułę Fotoklubu Rzeczypospolitej Polskiej Stowarzyszenia Twórców, w odniesieniu do obchodów 25-lecia powstania Fotoklubu RP. 

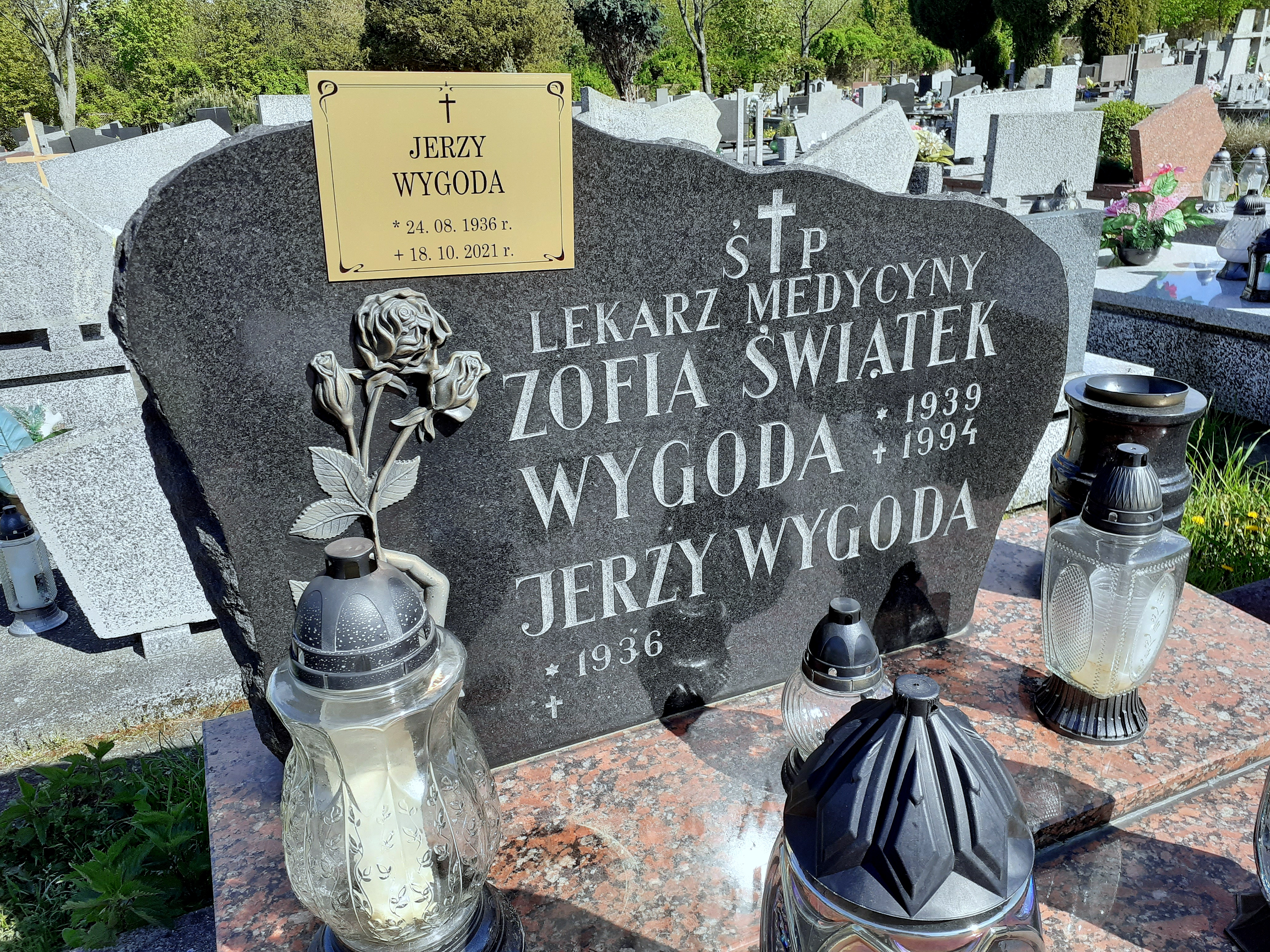
Grobowiec rodzinny Jerzego Wygody

Zmarł 19 października 2021, został pochowany 23 października na cmentarzu Wilkowyja w Rzeszowie. Celem upamiętnienia wieloletniej aktywności twórczej artysty, w pierwszą rocznicę jego śmierci – 18 października 2022, w galerii Wojewódzkiego Domu Kultury w Rzeszowie zorganizowano wystawę fotografii Jerzego Wygody.

## Odznaczenia
- Srebrny Medal „Za Fotograficzną Twórczość” (2020)[14]
- Medal „Za Zasługi dla Fotografii Polskiej” (2018)[16]
- Odznaka honorowa „Zasłużony dla Kultury Polskiej” (2012)[17]
- Złoty Medal „Zasłużony dla Fotografii Polskiej” (2003)
- Medal 150-lecia Fotografii (1989)
- Złota Odznaka Honorowa Federacji Amatorskich Stowarzyszeń Fotograficznych w Polsce (1992)
- Srebrna Odznaka Honorowa Federacji Amatorskich Stowarzyszeń Fotograficznych w Polsce (1985)
- Brązowa Odznaka Honorowa Federacji Amatorskich Stowarzyszeń Fotograficznych w Polsce (1981)
- Odznaka „Zasłużony Działacz Kultury” (1981)[6]

## Wybrane wystawy
- „Fotografie – obrazy światłem zapisane” (USA, 1999)[17]
- „Moje miejsca magiczne” – Jerzy Wygoda (2001)[18]
- „Nekropolie Polski Południowo-Wschodniej” (2006)[19]
- Jubileuszowa wystawa fotografii Jerzego Wygody (2009)[20]
- Jerzy Wygoda – „Zatrzymajcie się tu na chwilę” (2009)[21]
- „Przetrwanie” – Jerzy Wygoda (2009)[22]
- „Wielkanoc z turkami” (2013)[23]
- „Cmentarze wojenne 1914–1918”. Jerzy Wygoda (2014)[24][25]
- Jerzy Wygoda – „Rzeszów, Ostatnich Kilka Dni” (2016)[26][27]